# زوسيماس الفلسطيني
زوسيماس الفلسطيني أو القديس الأنبا زوسيما (اليونانية: Ζωσιμᾶς)، ويُحتفل به باعتباره قديسًا فلسطينيًا. عيده هو يوم 4 أبريل.

## حياته
وُلِد زوسيما في النصف الثاني من القرن الخامس، في عهد الإمبراطور ثيودوسيوس الثاني. أصبح راهبًا في دير بفلسطين في سن مبكرة جدًا، واكتسب شهرة كشيخ عظيم وزاهد. في سن الثالثة والخمسين، وبعد أن أصبح راهبًا، انتقل إلى دير صارم للغاية يقع في البرية بالقرب من نهر الأردن، حيث قضى بقية حياته.
اشتهر بلقائه مع مريم المصرية (الذي يحتفل به في الأول من أبريل). وكان من عادة ذلك الدير أن يخرج جميع الإخوة إلى البرية لمدة أربعين يومًا من الصوم الكبير ويقضون الوقت في الصوم والصلاة، ولا يعودون إلا في أحد الشعانين. وبينما كان يتجول في البرية التقى مريم، التي أخبرته بقصة حياتها وطلبت منه أن يلتقي بها في العام التالي في خميس الأسرار على ضفاف نهر الأردن، لكي يحضر لها القربان المقدس. ففعل ذلك، وجاءت السنة الثالثة إليها أيضًا في البرية، فوجدها قد ماتت فدفنها. يقال أن زوسيما عاش حتى بلغ عمره ما يقرب من مائة عام.
كل ما هو معروف عن حياة زوسيما يأتي من سيرة القديسة مريم المصرية، التي سجلها صفرونيوس، الذي كان بطريرك القدس من 634 إلى 638. استند صفرونيوس في عمله على التقليد الشفوي الذي سمعه من الرهبان في فلسطين. تُقرأ هذه السيرة تقليديًا كجزء من صلاة الغروب في قانون القديس أندراوس الكريتي الكبير، في الخميس الخامس من الصوم الكبير.
تتشابه القصة كثيرًا مع قصة مسجلة في الكنيسة الغربية عن مريم المجدلية، حيث تم تغيير اسم زوسيما إلى ماكسيمين، كما ورد في الأسطورة الذهبية وأماكن أخرى. تُظهر اللوحة الجدارية التي رسمها جيوتو وورشته في أسيزي هذه النسخة.

## روابط خارجية
- القديس زوسيموس السنكسار الموجز
- صفرونيوس الأورشليمي، حياة القديسة مريم المصرية
- أيقونة القديس زوسيما
- فيلم القديسة البارة مريم المصرية السائحة والقديس الأنبا زوسيما